# Jānis Timma
Jānis Timma (2. července 1992, Krāslava – 17. prosince 2024, Moskva) byl lotyšský profesionální basketbalista. Zastával především pozici vyššího křídla.

## Kariéra
Vyrůstal v rodné Krāslavě. V 15 letech se přestěhoval do Rigy, kde se zapojil do mládežnických týmů ASK Rīga. V sezoně 2008/09 se objevil i v seniorském týmu. Následující rok byl tým rozpuštěn a on odešel do týmu DSN Rīga, který se skládal z mladých lotyšských talentů. Týmu v následující sezoně pomohl vyhrát 2. lotyšskou ligu.
Následující roky strávil v nejvyšší lotyšské lize. Tyto sezony lze považovat za jeho nejúspěšnější.
V roce 2013 byl součástí do draftu NBA 2013. Jako 60. v pořadí si ho vybral tým Memphis Grizzlies.
O dva roky později byl vyměněn do týmu Orlando Magic za hráče Luka Ridnoura. V NBA se mu nikdy nepodařilo dlouhodobě prosadit.
V roce 2015 byl vyhlášen jako nejlepší hráč utkání hvězd lotyšské basketbalové ligy. Rovněž se stal nejlepším mladým hráčem ligy za celý rok. Sezónu zakončil v dresu VEF Rīga ziskem titulu mistra lotyšské ligy (LBL).
Následující sezony strávil v BC Zenit Saint Petersburg, Saski Baskonia a Olympiakos BC, se kterým si zahrál i Euroligu.
Po úspěchu v Řecku podepsal dvouletou smlouvu BC Khimki v Moskvě.
Poslední roky života vystřídal několik evropským týmů. Například BC UNICS, Grises de Humacao, Darüşşafaka Basketbol. Naposledy působil v Obradoiro CAB.

## Osobní život a smrt
V roce 2016 se oženil se svou dlouholetou přítelkyní Sanou Stradniece. V roce 2018 se jim narodil syn. Pár se rozvedl koncem roku 2019.
V roce 2020 se oženil s rusko-ukrajinskou popovou zpěvačkou Annou Sedokovou. V říjnu 2024 podala žádost o rozvod. Právně rozvedeni byli 9. prosince téhož roku.
Dne 16. prosince napsal v příspěvku na Instagramu datum svých narozenin a datum narozenin Anny. O tomto datumu napsal, že je to datum jeho smrti. Příspěvek byl později smazán. Timma se měl poslední měsíce života pokoušet jejich vztah zlepšit.
Zemřel 17. prosince roku 2024 ve věku 32 let. Jeho tělo bylo nalezeno u vchodu obytného domu v centru Moskvy. Ruské úřady jeho smrt považují za sebevraždu. Uvedly i to, že se nepátrá po cizím zavinění.